# Football Club Castiglione 2012-2013
Questa voce raccoglie le informazioni riguardanti il Football Club Castiglione nelle competizioni ufficiali della stagione 2012-2013.

## Rosa
| N. |                   | Ruolo | Calciatore          |
| -- | ----------------- | ----- | ------------------- |
|    | Italia (bandiera) | C     | Fabrizio Avanzini   |
|    | Italia (bandiera) | P     | Marco Bason         |
|    | Italia (bandiera) | D     | Lorenzo Borghetti   |
|    | Italia (bandiera) | C     | Giacomo Chiazzolino |
|    | Italia (bandiera) | A     | Filippo Fabbro      |
|    | Italia (bandiera) | C     | Alessandro Faroni   |
|    | Italia (bandiera) | A     | Fausto Ferrari      |
|    | Italia (bandiera) | P     | Matteo Iali         |
|    | Italia (bandiera) | D     | Luca Maccabiti      |
|    | Italia (bandiera) | C     | Enrico Mangili      |
|    | Italia (bandiera) | D     | Luca Marongiu       |
|    | Italia (bandiera) | C     | Alessandro Mor      |

| N. |                   | Ruolo | Calciatore       |
| -- | ----------------- | ----- | ---------------- |
|    | Italia (bandiera) | D     | Nicola Morandi   |
|    | Italia (bandiera) | D     | Mattia Notari    |
|    | Italia (bandiera) | D     | Michele Pini     |
|    | Italia (bandiera) | D     | Dario Prevacini  |
|    | Italia (bandiera) | A     | Igor Radrezza    |
|    | Italia (bandiera) | D     | Marco Ruffini    |
|    | Italia (bandiera) | C     | Roberto Sandrini |
|    | Italia (bandiera) | D     | Matteo Solini    |
|    | Italia (bandiera) | A     | Filippo Talato   |
|    | Italia (bandiera) | A     | Davide Tonani    |
|    | Italia (bandiera) | C     | Ivan Varone      |